# ランドスケープ系研究室
ランドスケープ系研究室（ランドスケープけいけんきゅうしつ）とは、登録ランドスケープアーキテクト受験条件「指定学科等について」で指定がなされている研究室（講座もしくはコース）や、ランドスケープを専門とする大学教授が所属する研究室。
登録ランドスケープアーキテクト受験条件要綱には（1）大学院等について【分類1】大学を卒業後、下記の「（2）大学について」（分類1及び分類2）にあげた大学に併設された大学院のランドスケープ系研究室に所属し、・・」とあり、（2）大学等について において、【分類1】下記の大学・学科の課程を卒業した者 および 【分類2】下記の大学・学科、高等専門学校のランドスケープ系研究室に所属し、課程を卒業した者 が指定されている。
なお、受験資格に関する指定学科に該当する条件で、大学等（大学名や研究室等名）の名称は主催者が受験条件を定めた時期のものとなっており、学部・学科名の変更、改組等による変更がある場合、旧名称時に修了・卒業の者は受験申込書学歴欄に現・旧名称を記載する必要がある。

## 研究室のある大学等

### 指定がなされている研究室
大学院等
1. 兵庫県立大学大学院 緑環境景観マネジメント研究科（旧姫路工業大学大学院自然・環境科学研究科） 兵庫県立淡路景観園芸学校 各研究室

下記大学（旧）学科にあるすべての研究室
1. 千葉大学園芸学部 緑地環境学科[注釈 2]環境造園学プログラム（旧造園学科も含む）および大学院 園芸学研究科 環境園芸学専攻ランドスケープ学コース（旧緑地環境学コース） 各研究室
2. 大阪公立大学農学部 緑地環境科学科[注釈 2]（旧大阪府立大学生命環境科学域 緑地環境科学類[注釈 2]、旧大阪府大生命環境科学部地域環境科学科）及 大学院 農学研究科（旧大阪府大院生物環境科学研究科）緑地環境科学専攻緑地計画学グループ / 緑地保全学研究グループ（旧園芸農学科園芸学コース造園学講座・農業工学科緑地計画工学講座・緑地環境計画学研究室：造園学・緑地計画学・景観計画・オープンスペース）
3. 東京農業大学 地域環境科学部 造園科学科[注釈 2]および 大学院 農学研究科 造園学専攻 各研究室
4. 南九州大学 環境園芸学部 環境園芸学科造園学分野/自然環境分野[注釈 2]（旧造園緑地専攻、旧園芸学部造園学科緑地工学コース、造園学コースを含む）および 大学院 園芸学･食品科学研究科 園芸学専攻造園学分野 各研究室

下記大学学科にある研究室
1. 北海道大学農学部 生物資源科学科 及 大学院 農学院・農学研究院生物資源生産学専攻 - 園芸緑地学分野（講座）花卉・緑地計画学研究室（緑地計画学・自然公園）（旧農学科園芸学第二講座花卉造園学研究室）
2. 宮城大学食産業学群 旧食資源開発学類 及 大学院 食産業学研究科 農・環境イノベーション領域 旧環境マネジメント分野 旧農村生態工学研究室（旧食産業学部環境システム学科及農・環境イノベーション領域旧ランドスケープ学専攻 ランドスケープデザイン研究室。旧宮城県農業短期大学農業科園芸専攻コース花卉園芸学研究室）
3. 東京大学農学部 応用生命科学課程 森林生物科学専修 及 大学院 農学生命科学研究科森林科学専攻森林資源環境科学講座 森林風致計画学研究室（旧林学科林学第二講座造園学教室）
4. 東京大学農学部 環境資源科学課程 緑地生物学専修、森林環境資源科学専修、国際開発農学専修 及 大学院農学生命科学研究科 生圏システム学専攻 緑地生物学専修 緑地創成学研究室（旧農業生物学科緑地学専修コース園芸学第二研究室）
5. 筑波大学生命環境学群 生物資源学類 環境工学コース 及 大学院 生命環境科学研究科 生物資源科学専攻・国際地縁技術開発科学専攻 自然地域計画研究室 （旧農林学類生物資源精算主専攻育林造園コース・生物環境造成主専攻森林環境コース）
6. 筑波大学理工学群 社会工学類 都市計画主専攻 及 大学院 システム情報工学研究群社会工学学位プログラム（旧システム情報工学研究科 社会工学専攻） システム情報系 緑地環境研究室
7. 筑波大学芸術専門学群 デザイン主専攻 及 大学院 人間総合科学研究科 博士前期課程芸術専攻 博士後期課程芸術専攻（旧大学院芸術研究科）環境デザイン領域
8. 東京農工大学#農学部 地域生態システム学科 及 大学院 農学研究院 自然環境保全学専攻 景観生態学研究室
9. 東京工業大学環境・社会理工学院 第6類都市・環境学コース 土肥研究室（空間論 コミュニティー・デザイン論 造園学、旧工学部社会工学科 及 大学院社会理工学研究科社会工学専攻 地域計画講座）
10. 信州大学#農学部 農学生命科学科 森林・環境共生コース（旧森林科学科 田園環境工学コース←旧森林工学科森林土木学講座造園学研究室）及 大学院 総合理工学研究科 農学専攻 環境共生学分野及ランドスケープ・プランニング・プログラム（旧農学研究科 森林科学専攻）景観計画学・造園学研究室
11. 京都大学農学部 森林科学科 及 大学院 農学研究科 森林科学専攻 環境デザイン学分野 環境デザイン学研究室（旧林学科造園学研究室） 地球環境学堂・学舎 景観生態保全論研究室
12. 京都府立大学 環境科学部 環境デザイン学科（旧生命環境学部 環境デザイン学科 生活デザイン・ランドスケープコース）及 大学院 生命環境科学研究科 環境科学専攻 生活環境科学科目群 ランドスケープ学研究室（旧景観生態学研究室）
13. 和歌山大学システム工学部 システム工学科 環境システムコース（旧環境システム学科）及 大学院 システム工学研究科 システム工学専攻 デザイン科学クラスター 景観生態学研究室
14. 奈良女子大学 生活環境学部 住環境学科 住環境学専攻 及 大学院 人間文化研究科 住環境学専攻（研究院生活環境科学系住環境学領域）ランドスケープデザイン都市デザイン分野（旧家政学部住居学科住居管理学研究室(住居学第二講座研究室)）
15. 岡山大学農学部 総合農業科学科 環境生態学コース 及 大学院 環境生命科学研究科博士前期課程生命環境学専攻・博士後期課程環境科学専攻環境生態学講座緑地生態学分野森林生態学分野  緑地生態学・森林生態学研究室（旧園芸学科造園研究室）
16. 香川大学工学部 旧・安全システム建設工学科（現・香川大学創造工学部創造工学科 建築・都市環境コース）旧自然環境マネジメント分野［緑地環境学、里山保全、植生管理］（旧農学部園芸学科造園学研究室）及 大学院 工学研究科 旧・環境政策工学専攻（現・安全システム建設工学専攻）旧自然環境マネジメント分野森林生態学・環境緑化工学専修
17. 九州大学芸術工学部 環境設計学科 及 大学院 芸術工学府/芸術工学研究院 環境デザイン部門 ランドスケープ・社会環境デザイン 講座緑地保全学研究室（旧九州芸術工科大学環境設計学科環境工学講座） 環境･遺産デザイン部門 Landscape Ecology and Design Research Laboratory
18. 滋賀県立大学環境科学部 環境建築デザイン学科 及 大学院 環境科学研究科環境計画学専攻 環境意匠研究部門 ランドスケープ研究室
19. 東北芸術工科大学デザイン工学部 建築・環境デザイン学科 ランドスケープコース 及 大学院 デザイン工学専攻地域デザイン領域
20. 長岡造形大学造形学部 建築・環境デザイン学科 及 大学院 造形研究科 空間計画学専攻 321研究室
21. 明治大学農学部 農学科 及 大学院 農学研究科 農学専攻 環境デザイン研究室（旧応用植物生態学研究室/アメニティ緑地学研究室、緑地意匠学研究室、旧緑地工学研究室 農業土木緑地学コース造園学研究室）
22. 日本大学生物資源科学部 環境学科・大学院 生物資源科学研究科 生物環境科学専攻 緑地環境科学研究室（旧生命農学科緑地環境科学研究室←旧植物資源科学科、造園系研究室：造園緑地学研究室、造園学研究室、緑地・環境計画学研究室←旧農獣医学部農学科造園研究室）
23. 日本大学生物資源科学部 旧くらしの生物学科 住まいと環境研究室
24. 名城大学農学部 生物環境科学科 及 大学院 農学研究科農学専攻生物環境科学コース 景観解析学研究室（旧ランドスケープ・デザイン学研究室←旧農学科園芸第二講座花卉造園学研究室）
25. 京都芸術大学（旧京都造形芸術大学芸術学部） 環境デザイン学科 環境デザインコース（旧京都芸術短期大学造園研究室、旧造形芸術学科ランドスケープデザイン研究室）及 大学院 建築・ランドスケープデザイン領域・歴史遺産研究領域日本庭園・歴史遺産研究センター
26. 京都芸術大学通信教育部 デザイン科 ランドスケープデザインコース[注釈 2]ランドスケープデザイン研究室/通信制大学院環境デザイン領域日本庭園専攻
27. 大阪芸術大学芸術学部 建築学科 環境デザインコース（旧環境デザイン学科、旧環境計画学科造園計画コース） 及 大学院 芸術研究科博士前期課程 芸術文化学専攻環境・建築研究領域/芸術文化学専攻環境・建築芸術学研究領域
28. 神戸芸術工科大学デザイン学部 環境デザイン学科 都市・ランドスケープコース 及 大学院・芸術工学研究科 総合デザイン専攻(修士課程) 環境デザインプログラム
29. 恵泉女学園大学人間社会学部 社会園芸学科 園芸文化コース（旧恵泉女学園園芸短期大学 園芸生活科造園コース, 旧人間環境学科園芸コース）

下記短期大学学科にあるすべての研究室
1. 東京農業大学短期大学部環境緑地学科[注釈 5]の各研究室（旧東京農業大学短期大学農業科造園コース造園学研究室）
2. 日本大学短期大学部湘南校舎 生物資源学科[注釈 5]（旧生活環境学科（住環境コース））ランドスケープ学研究室
3. 大分短期大学 園芸科 造園緑地課程コース造園・森林研究室 / 造園研究室
4. 西日本短期大学 園芸科 緑地環境学科ランドスケープデザイン研究室（旧造園芸術コース造園研究室、緑地工学コース造園・森林研究室）

### その他[注釈 6]
1. 室蘭工業大学 工学部 建築社会基盤系学科 建築コース 及 大学院 工学研究科 くらし環境系領域建築ユニット建築社会基盤系専攻 ランドスケープ研究室
2. 宇都宮大学 地域デザイン科学部 コミュニティデザイン学科 及 大学院 地域創生科学研究科 社会デザイン科学専攻 コミュニティデザイン学プログラム 地域生態学・ランドスケープ研究室
3. 東京大学大学院 新領域創成科学研究科 自然環境学専攻 陸域環境学講座 計画系生物圏情報学分野 [都市・ランドスケープ計画]
4. 東京大学 工学部 都市工学科 及 大学院 工学系研究科 都市工学専攻 都市環境工学講座（都市環境・環境保全・環境創造技術） 環境デザイン研究室
5. 東京大学 工学部 建築学科 及 大学院 工学系研究科 建築学専攻 三谷ランドスケープ学研究室/建築学科 三谷景観研究室
6. 信州大学大学院 総合理工学研究科 農学専攻 ランドスケープ・プランニング・プログラム ランドスケープ・プランニング研究室
7. 愛媛大学 農学部 生物環境学科 及 大学院 農学研究科 生物環境学専攻 森林資源学コース 森林環境制御研究室
8. 九州工業大学 工学部 建設社会工学科 及 大学院 工学府 工学専攻 建設社会工学系 国土デザインコース 環境デザイン研究室
9. 長崎大学#環境科学部（文教キャンパス）環境科学科 人間社会環境学系 及 大学院 水産・環境科学総合研究科 環境科学領域 持続可能社会創成 環境政策コース ランドスケープ・アーキテクチュア・デザイン研究室
10. 前橋工科大学 工学部 総合デザイン工学科 環境・都市デザイン 及 大学院博士前期課程 建築学専攻 ランドスケープ・アーキテクチュア研究室
11. 愛知県立芸術大学 芸術学部 デザイン専攻 及 大学院 美術研究科 美術専攻 デザイン領域 水津研究室
12. 金沢美術工芸大学 美術工芸学部 デザイン科 環境デザイン専攻 及 大学院 美術工芸研究科 デザイン専攻 環境デザイン ランドスケープアーキテクチュア研究室
13. 名古屋市立大学 芸術工学部 建築都市領域（建築都市デザイン学科）及 大学院 芸術工学研究科 建築都市領域 ランドスケープデザイン研究室
14. 東洋大学 理工学部 都市環境デザイン学科 及 大学院 理工学研究科 都市環境デザイン専攻 景観・ランドスケープデザイン研究室
15. 中央大学 理工学部 人間総合理工学科・都市人間環境学専攻 及 大学院 理工学研究科 都市人間環境学専攻 環境デザイン研究室
16. 工学院大学 建築学部 まちづくり学科 及 大学院 工学研究科 建築学専攻 ランドスケープデザイン研究室
17. 芝浦工業大学 建築学部 建築学科 及 大学院 理工学研究科 建築学専攻 建築・ランドスケープ研究室
18. 武蔵野美術大学 造形学部 建築学科 及 大学院 造形研究科 デザイン専攻 建築コース 長谷川スタジオ
19. 多摩美術大学 美術学部 環境デザイン学科 及 大学院 美術研究科 デザイン専攻 環境デザイン研究領域 ランドスケープデザインコース
20. 日本大学短期大学部#船橋キャンパス 建築・生活デザイン学科 山崎研究室
21. 日本大学 理工学部 まちづくり工学科  及 大学院 理工学研究科 まちづくり工学専攻 押田研究室
22. 東京都市大学 環境学部 環境創生学科 生態環境分野 横浜キャンパス 及 大学院 環境情報学研究科 環境情報学専攻 地域・都市環境領域 涌井史郎研究室 （生態システム応用計画学） ランドスケープ・エコシステムズ研究室
23. 関東学院大学 建築・環境学部 建築・環境学科 及 大学院 工学研究科 建築学専攻 ランドスケープ研究室
24. 慶應義塾大学 環境情報学部 及 大学院 政策・メディア研究科 石川初研究室
25. 慶應義塾大学 湘南藤沢キャンパス（SFC）研究所 一ノ瀬研究室
26. 京都先端科学大学バイオ環境学部 バイオ環境デザイン学科 及 大学院 バイオ環境研究科 バイオ環境専攻 バイオ環境デザイン領域 環境再生コース ランドスケープデザイン研究室
27. 立命館大学 理工学部 建築都市デザイン学科 及 大学院 理工学研究科 環境都市専攻 建築都市デザインコース ランドスケープ・デザイン研究室
28. 近畿大学 建築学部 建築学科 建築デザイン専攻（ランドスケープデザイン研究室）及 大学院 総合理工学研究科 建築デザイン専攻 ランドスケープアーキテクチャー
29. 大阪産業大学 デザイン工学部 建築・環境デザイン学科 及 大学院 工学研究科 環境デザイン専攻 KAWAGUCHI STUDIO
30. 大阪工業大学 工学部 都市デザイン工学科  及 大学院 工学研究科 建築・都市デザイン工学専攻 空間デザイン研究室（アーバンランドスケープ）